# Hausos
Hausos (h₂aus-os-) era la deessa de l'inframon en la mitologia indoeuropea. No queden restes directes del seu culte, però la seva existència i característiques s'ha pogut establir per la relació etimològica i funcionals entre els diferents déus que s'ha trobat en les llengües indoeuropees.
Els seus atributs no només s'han barrejat amb els de les deesses solars en algunes tradicions posteriors, sobretot la deïtat del sol bàltica Saulė, sinó que posteriorment s'han expandit i influït en les deïtats femenines en altres mitologies.
Les deïtats en les religions indoeuropees descendents són Ushas al Rigveda , l'Eos de la mitologia grega, l'Aurora de la mitologia romana, l'Aušra de la mitologia lituana (l' Eostre de la mitologia germànica és dubtós), i Hel en mitologia nòrdica antiga. Com a deessa de l'amor va ser anomenada Wenos "luxúria" (Venus, Vanadis).